# 阿噜科尔沁部
阿噜科尔沁，又译阿鲁科尔沁，是明代、清朝蒙古部落。“阿鲁”意思是背面，指山阴，与南迁的嫩科尔沁相区别。
成吉思汗长弟拙赤合撒儿15世孙昆都伦岱青，所部号称阿鲁科尔沁。后金天聪四年（1630年），昆都伦岱青子达赉、孙穆彰率军归附皇太极，编阿鲁科尔沁为二旗。清崇德元年（1636年），因达赉年老嗜酒，其所领旗被削，与穆彰所领旗合为一旗。随后该部屡次应征伐明及喀尔喀，并随军入关镇压大顺李自成。顺治元年（1644年）封穆彰为札萨克固山贝子以领之，隶属于昭乌达盟。今内蒙古自治区赤峰市有阿鲁科尔沁旗。